# Pecluma ptilota
Pecluma ptilota là một loài thực vật có mạch trong họ Polypodiaceae. Loài này được (Kunze) M.G. Price miêu tả khoa học đầu tiên năm 1983.